# Ihlenfeldtia excavata
Ihlenfeldtia excavata là một loài thực vật có hoa trong họ Phiên hạnh. Loài này được (L. Bolus) H.E.K. Hartmann mô tả khoa học đầu tiên năm `1992.